# Gesta Hunnorum et Hungarorum
La Gesta Hunnorum et Hungarorum, écrite par Simon de Kéza aux alentours de 1282-1285, est l'une des sources des débuts de l'Histoire de la Hongrie. Elle est également appelée la Gesta Hungarorum (II), le "(II)" indiquant qu'elle poursuit la Gesta Hungarorum écrite vers 1200. Elle mêle légendes Huns, Magyares et Histoire.
Simon de Kéza était un ecclésiastique de la cour du roi Ladislas IV de Hongrie (règne : 1272-1290). Il voyagea beaucoup en Italie, en France et en Allemagne. 